# A Fantasztikus Négyes és az Ezüst Utazó
A Fantasztikus Négyes és az Ezüst Utazó (Fantastic Four: Rise of the Silver Surfer) egy 2007-es szuperhős-film, a 2005-ös Fantasztikus Négyes folytatása. Mindkét film az azonos nevet viselő képregény alapján készült. Az első rész rendezője és összes főbb szereplője visszatért, új tag a stábban Doug Jones, aki az Ezüst Utazót alakítja; hangát az eredeti változatban Laurence Fishburne szolgáltatja.
A film 2007. június 15-én került az amerikai mozikba, Magyarországon pedig július 19-én mutatta be az InterCom.

## Történet
|  | Alább a cselekmény részletei következnek! |

Valami közeledik a Föld felé. Láthatatlan árnyként suhan végig a bolygó fölött.
Reed Richards és Sue Storm, a Fantasztikus Négyes ünnepelt álompárja esküvőjére készül, immár sokadszorra. A szuperhősi élet nehezen egyeztethető össze a magánélettel. A média árgus szemekkel figyeli két kedvencének minden lépését. A nagy napon azonban ismét nem várt dolog történik: az égen suhanó alakot Reed kérésére Johnny veszi üldözőbe, azonban alulmarad az idegennel szemben, aki bámulatos bravúrokat hajt végre ezüst színű szörfdeszkájával, ami lenyűgözi Johnnyt. A találkozásnak nyoma is marad: Fáklya bárkivel is érintkezik, kölcsönhatásba lép és szuperképességet cserél vele.
Hamarosan felkeresi a továbbra is vőlegény Reedet Hagel tábornok, akivel megvan a kellemetlen közös múltjuk. A tábornok az elmúlt időszak sorozatos kisebb-nagyobb katasztrófái miatt fordul a Fantasztikusokhoz. Reed elmondja neki a teendőket, azonban elkötelezett Sue mellett, így a kivitelezést nem vállalja. Mikor komolyabbra fordul a helyzet, mégis beleegyezik az együttműködésbe, ám a tábornok nem bízik eléggé tudásában, így mást is felkér: a Fantasztikus Négyes megrökönyödésére Victor Von Doom, korábbi munkatársuk, majd esküdt ellenségük lép színre, akit halottnak hittek. Kényszerűen és gyanúval teli fogadják el a szövetséget. A hadsereg és a szuperképességűek csapdát állítanak az Ezüst Utazónak: tudják, deszkája nélkül, aminek segítségével energiát nyer és alakít át, sebezhető.
Az akció sikerrel jár, az Ezüst Utazót a hadsereg elhurcolja, s kihallgatás alá vetik, azonban az idegen nem nyilvánul meg. A Fantasztikusok is külön szobát kapnak a katonai bázison, ami inkább emlékeztet börtönre. Sue-ban felmerül, hogy az Ezüst Utazó talán nem rosszindulatú, hiszen foglyul ejtése előtt közvetlenül a nő védelmére kelt. Egy kisebb trükkel, láthatatlan formájában kioson, s bemegy az Ezüst Utazóhoz. Szóra bírja az elgyengült idegent, aki elmondja, az általa okozott katasztrófákkal jelez parancsolójának, Galactusnak, aki azért közeleg, hogy bekebelezze a bolygót. Galactus népének fennmaradásával zsarolja az Ezüst Utazót, akit Sue szerelmére emlékeztet.
Victor Von Doom szolgálataiért cserébe azt kéri Hagel tábornoktól, hadd tekintse meg a szörfdeszkát. Von Doom hirtelen végez a tábornokkal és embereivel, majd a deszkával távozik a bázisról. Raye százados, Hagel közvetlen másodtisztje és a Fantasztikusok az Ezüst Utazóval együtt indulnak Dr. Doom megfékezésére. Útközben Sue rábírja az egykor Norrin Radd névre hallgató szörföst, hogy forduljon szembe elnyomójával. A végső összecsapás során Johnny átveszi barátai képességét, s így küzd meg Victorral, aki az ütközet végén az óceán mélyére zuhan. A szörf visszakerül gazdájához, aki komoly áldozatot hozva a már megérkezett Galactus felé indul. Minden erejét összegyűjtve ér a hatalmas, felhőszerű idegen közepébe, aki semmivé válik, s a Föld megmenekül a pusztulástól.
Reed és Sue végre összeházasodik, Japánban, igaz, gyorsított eljárásban, mivel Velencét épp veszély fenyegeti.
Az űr hidegében az Ezüst Utazó teste bolyong, nem sokkal mögötte pedig deszkája. A deszka hirtelen birtokosa felé indul.
|  | Itt a vége a cselekmény részletezésének! |

## Szereplők
| Szereplő                    | Színész                              | Magyar hang          |
| --------------------------- | ------------------------------------ | -------------------- |
| Reed Richards/Mr. Fantastic | Ioan Gruffudd                        | Barát Attila         |
| Sue Storm/Láthatatlan Lány  | Jessica Alba                         | Kökényessy Ági       |
| Johnny Storm/Fáklya         | Chris Evans                          | Stohl András         |
| Ben Grimm/Lény              | Michael Chiklis                      | Csuja Imre           |
| Victor Von Doom/Dr. Doom    | Julian McMahon                       | Sztarenki Pál        |
| Alicia Masters              | Kerry Washington                     | Timkó Eszter         |
| Hager tábornok              | Andre Braugher                       | ifj. Jászai László   |
| Norrin Radd/Ezüst Utazó     | Doug Jones Laurence Fishburne (hang) | Szabó Sipos Barnabás |
| Frankie Raye százados       | Beau Garrett                         | Peller Anna          |
| Esküvői pap                 | Brian Posehn                         | Jantyik Csaba        |
| Mr. Sherman / Rafke         | Zach Grenier                         | Cs. Németh Lajos     |
| Visszautasított vendég      | Stan Lee                             | Holl János           |

## Háttér
Mivel az A Fantasztikus Négyes 330 millió dollárt keresett világszerte, a 20th Century Fox felkérte Tim Story rendezőt és Mark Frost forgatókönyvírót 2005 decemberében a folytatáshoz. Frost mellett Don Payne is részt vett a szkript megírásában. Payne elmondása szerint a film a Fantasztikus Négyes #48-50 számain, amikben Galactus először jelenik meg képregényben, továbbá az #57-60 számain alapszik, melyekben Doom ellopja az Utazó erejét. Payne ezen túl azt is közölte, hogy a filmet az Ultimate Marvel limitált sorozata, az Ultimate Extinction is ihlette. 2007. március 2-áig Galactus dizájnját még nem tervezték meg, s április 18-áig még az sem volt eldöntött, hogy beszéljen-e.
A filmben feltűnik a Fantasti-Car, nagyobb szerepet kapott Alicia Masters karaktere, akit Kerry Washington alakít, 2006 júniusában pedig bejelentették, hogy az Ezüst Utazó szerepelni fog a folytatásban mint „ellenség / hős”. Az Ezüst Utazót úgy alkották meg, hogy Doug Jones színész játékát kombinálták egy szürke-ezüst jelmezzel, amit Jose Fernandez tervezett és a Spectral Motion speciális effektekért felelős cég alkotott meg. A jelmezt ezután „megbűvölték” egy új számítógépes eljárással, amit a WETA fejlesztett ki. Michael Chiklis maszkját ezúttal úgy tervezték meg, hogy levehesse a felvételek között. A Fantastic Four 2 munkacímet viselő film hivatalos címét 2006 augusztusában jelentették be, a forgatást pedig ugyanezen hónap 28-án kezdték meg Vancouverben, míg a bemutató dátumát 2007. június 15-ére tűzték ki.
2006 augusztusában Andre Braugher színész otthagyta a Vészhelyzet egyik mellékszerepét, hogy csatlakozhasson az Ezüst Utazó stábjához. Braugher Hager tábornokot alakítja, akit Story úgy ír le, hogy „Reed Richards egy régi ismerőse és az egyik jelentős újdonság a filmben”. Szeptemberben megerősítést nyert, hogy Doug Jones színész játssza az Ezüst Utazót, Julian McMahon pedig ismét feltűnik Doktor Doom szerepében. Az új filmhez a Fantasztikus Négyes főhadiszállása, a Baxter épület is átalakításokon esett át.
A film költségvetése 130 millió dollár, ami 30%-os növekedést jelent az első részhez képest.

## Fogadtatás
A film 58 millió dollárt hozott nyitóhétvégéjén Észak-Amerikában, ami kétmillióval felülmúlta az első rész eredményét. Azonban a továbbiakban gyorsan csökkent a bevétele, második hétvégéjén 65%-ot zuhant, majd hétről hétre 50% felett esett vissza, így végül 131 millión állapodott meg, ami 24 millió dollárral marad el a 2005-ös A Fantasztikus Négyestől.
A világ többi részén 156 millió dollár folyt be a kasszákba, így a film összbevétele meghaladja a 288 millió dollárt. Magyarországon az Ezüst Utazó gyengébben szerepelt elődjénél, az első hétvégén országszerte csak 12 ezren váltottak rá jegyet, összesen pedig 58 ezer látogatót fogadott, szemben az első rész 93 ezer nézőjével.
A Rotten Tomatoes oldalán a film kritikáinak átlaga 35%-ot mutat, ami közel 10%-kal magasabb az első rész értékelésénél.

## Folytatás és spin-off
A főszereplők eredendően három filmre szóló szerződést írtak alá. Julian McMahon, Victor Von Doom alakítója szintén leszerződött egy harmadik részhez.
Don Payne forgatókönyvíró elmondta, szeretne írni egy spin-offot az Ezüst Utazóról, amivel feltárná eredetét, akár flashback, akár prequel, azaz előzményeket bemutató film formájában. J. Michael Straczynski, a Silver Surfer: Requiem címre hallgató jelenlegi Marvel-sorozat szerzője írja az Ezüst Utazó-forgatókönyvet.